# Câll
Pour les articles homonymes, voir Call.
 (janvier 2022).
Le câll ou call est une activité consistant à annoncer les figures des danses de groupe lors de veillées de danse traditionnelles québécoises. La personne qui la pratique, soit le câlleur ou la câlleuse, nomme les figures à l'avance afin d'assurer la cohésion entre les danseurs.

## Histoire
Le câll québécois vient de la pratique américaine du même nom et commence à être utilisé d'abord pour annoncer les figures des nouvelles danses américaines. Celles-ci sont principalement ramenées par l'immigration québécoise vers la Nouvelle-Angleterre au début du XXe siècle, à l'instar du set carré (aussi appelé set câllé). En raison de son origine américaine, le câll se fait en anglais à ses débuts, jusqu'à ce qu'il commence à être francisé vers les années 1940 grâce à Ovila Légaré. Il est aujourd'hui essentiellement en français, bien qu'il emploie certains anglicismes.
Bien que les danses antérieures à la venue du câll, comme les quadrilles, les cotillons ou encore les contredanses, n'étaient historiquement pas câllées, la pratique s'est aujourd'hui étendue à toutes les danses de groupes traditionnelles québécoises .

## Fonctions
Quoique son rôle principal soit d'annoncer les figures, le câlleur remplit plusieurs autres fonctions essentielles au bon déroulement des danses. Il agit en tant que vulgarisateur des danses traditionnelles pour intégrer les néophytes en plus de faire le choix des types de danses et parfois de la musique. Le câll est souvent énoncé de manière rythmée, en accentuant certains temps de la musique, ce qui aide à garder la danse synchronisée avec la musique qui l'accompagne. Le câlleur utilise aussi en général un langage particulier, imagé et parfois humoristique, pour annoncer des figures ou improviser entre elles. Certaines formulations de ce type sont devenues emblématiques du câll (comme « Swignez votre compagnie! », « Domino, tout le monde a chaud! » ou encore « Swigne la bacaisse dans le fond de la boîte à bois! »), bien qu'il ne se limite pas à celles-ci,.

## Câlleurs notables
Voici quelques exemples de câlleurs reconnus :
- Ovila Légaré
- Gérard Morin
- Pierre Chartrand
- Normand Legault[1]
- Yaëlle Azoulay[8]
- Jean-François Berthiaume[5]
- Ghislain Jutras[9]